# Yulee Sugar Mill Ruins Historic State Park
Yulee Sugar Mill Ruins Historic State Park je floridský státní park, který se nachází v Homosassa. Jsou to pozůstatky cukrové plantáže vlastněné Davidem Levym Yuleem. Yulee byl delegátem Legislativní rady Floridy. Poté, co se Florida stala státem, byl zvolen v roce 1845 zákonodárcem amerického senátu a stal se prvním Američanem židovského původu, který zde sloužil. Po odchodu Floridy z Unie působil Yulee v konfederačním kongresu. Je mu přisuzováno, že vyvinul síť železnic, která obrovsky posílila státní ekonomiku.
V Homosassa založil Yulee plantáž cukrové třtiny, která byla během americké občanské války zničena. Původní plantáž pokrývala více než 2000 hektarů a byla obdělávána zhruba tisíci otroky. Pěstovali cukrovku, citrusy a bavlnu. Velký mlýn (který byl poháněn parou) běžel od roku 1851 do roku 1864. Vyráběl cukr, sirup a melasu, která se používá při výrobě rumu. V parku zůstaly kamenné struktury (základy, studna a 40 stopový komín) mlýna, železná ozubení, lis a některé další stroje.
Roku 1970 byl zapsán do National Register of Historic Places.